# Baotang Wuzhu
Baotang Wuzhu (chiń. 保唐无住; pinyin Bǎotáng Wúzhù; kor. 보당무주 Podang Muju; jap. Hotō Mujū; wiet. Bảo Dường Mô Trú; ur. 714, zm. 774) – chiński mistrz chan, założyciel krótkotrwałej szkoły baotang w Syczuanie.

## Życiorys
Pochodził z dystryktu Mei, który znajduje się w dzisiejszej prowincji Shaanxi, z rodziny Li. Jego ojciec – zapewne wojskowy – wyróżnił się w armii w Shoufang.
W wieku 20 lat Wuzhu wyróżniał się fizyczną siłą i przewyższał innych w sztuce walki. Książę Xin’an (zm. 743) za jego dzielność i oddanie wyróżnił go w Yamen stopniem wojskowym „patrolującego oficera wielkiej lancy”.
Wtedy też zetknął się z buddyzmem, który uosabiał świecki wyznawca Chen Chuzang, nazywany inkarnacją Wimalakirtiego. Chen wyjaśnił przyszłemu mistrzowi Dharmę. Wuzhu praktykował u niego przez okres od 3 do 5 lat.
W czasie ery tianbao (742–755) Wuzhu zetknął się z takimi nauczycielami buddyjskimi jak Ming z góry Daoci w pref. Fanyang w prow. Hebei, Heze Shenhui z Luoyangu i Bingzhou Zizai z Taiyuan w prow. Shanxi, którzy byli uczniami 6 Patriarchy Huinenga. Poszerzył u nich swoją znajomość Dharmy o nauki nagłego oświecenia. Wtedy też – praktykując u Zizaia – przyjął pełną mnisią ordynację od niego.
W 749 r. opuścił Zizaia i udał się do klasztoru Qingliang na górze Wutai, gdzie spędził jedno lato.
W 750 r. pod koniec lata opuścił górę Wutai i powędrował do Chang’anu, gdzie przebywał w klasztorach Anguo i Chongsheng. W następnym roku odszedł z Chang’anu i poprzez Lingzhou poszedł na górę Helan w Ningxia, która miała opinię świętej góry. Mieszkał tam 2 lata. Na górze tej spotkał wędrownego kupca Cao Guia, który powiedział mu o wielebnym mistrzu chan Jingzhongu Wuxiangu, wskazując także na ich fizyczne podobieństwo. W konsekwencji tej rozmowy Wuzhu zszedł z góry z zamiarem udania się do mistrza Wuxianga. W tym celu musiał otrzymać dokumenty podróżnicze, jednak w Lingzhou odmówiono mu ich.
10 miesiąca 757 r. Wuzu potajemnie opuścił Lingzhou z zamiarem dotarcia do miasta Dingyuan. Gdy przechodził przez Fengning w pref. Xixiang w prow. Shaanxi wojskowy komendant miasta Yang Hanzhang wydał mu papiery podróżne. Poprzez jego rodzinny dystrykt Fengxiang Wuzhu dotarł na górę Taibai, gdzie spędził lato. Pod jego koniec, przez dolinę Xishui dotarł do prefektury Nanliangzhou (lub Langzhong) w zachodnim Syczuanie.
1 miesiąca 759 r. Wuzhu dotarł do klasztoru Jingzhong (Czystego Zgromadzenia) w podprefekturze Chengdu. Mistrz Wuxiang przyjął go bardzo serdecznie i jeszcze tej samej nocy Wuzhu wziął udział w trzydobowej ceremonii przyjmowania 10 wskazań przez świeckich wyznawców.
Jego bratem w Dharmie w klasztorze mistrza Wuxianga był późniejszy wielki mistrz chan Mazu Daoyi.
Biografia Wuzhu w Lidai fabao ji zawiera historię przekazania szaty Bodhidharmy, a więc szaty patriarchalnej, przez Wuxianga dla Wuzhu. Mistrz Wuxian pouczył Wuzhu, aby nikomu o tym nie mówił. 19 dnia 5 miesiąca 762 r. Wuxiang zmarł i Wuzhu opuścił klasztor Jingzhou udając się na górę Baiyai.
W 763 r. minister tybetański probuddyjskiego cesarza Khri-sron-lde-btsana udał się do Chin i studiował chan u mistrza Wuzhu.
W 766 r. otrzymał zaproszenie od cesarskiego ministra Du Hongjiana i po otrzymania wsparcia od oficjeli dworskich prowadził klasztor Baotang (Ochrona dynastii Tang).
3 dnia 6 miesiąca 774 r. mistrz powiedział do uczniów Przynieście mi świeżą, czystą szatę. Chcę się wykąpać. Po kąpieli i ubraniu szaty spytał Czy to już jest południe? Uczniowie odpowiedzieli Tak.
Następnie mistrz powiedział
Jeśli jesteście dziećmi przestrzegającymi powinności synowskich, nie odstąpicie od moich nauk. Jestem w momencie wielkiej praktyki. Po moim odejściu nie marszcie brwi [ze zmartwienia], nie powinniście działać jak światowe i niepraktykujące osoby. Ci, którzy zapłaczą, wdzieją żałobne szaty i zmarszą swoje brwi, nie będą nazywani moimi uczniami. Płacz jest drogą świata, ale Dharma Buddy nie jest taka. „Przekraczanie wszystkich właściwości, znaczy dokładnie postrzegać Buddę.”
Po wypowiedzeniu tych słów mistrz zmarł w pozycji medytacyjnej.

## Nauki
Mistrz niezwykle cenił nauczanie mistrza Mazu Daoyi praktykowane w jego szkole hongzhou. Jego styl był więc bardzo zbliżony. Jednak Wuzhu był bardzo znany ze swoich praktyk ascetycznych, w których przewyższał nawet mistrza Jingzhonga Wuxianga.
Był więc mistrzem bardzo ostrym i krańcowym. Drugim elementem jego ekstremalnej postawy było całkowite odrzucenie wszelkich praktyk poza medytacją. Nawet fałszywie przypisywany mu nauczyciel Wuxiang wprowadził do swojego nauczania praktykę nianfo (recytacji imienia Buddy). W klasztorze Wuzhu wszelkie formy religijnej buddyjskiej praktyki takie jak oddawanie czci, wyznanie skruchy, recytowanie sutr, malowanie wyobrażeń Buddy, kopiowanie sutr itd., były zabronione i wyklęte jako fałszywe.

## Linia przekazu Dharmy zen
Pierwsza liczba oznacza liczbę pokoleń od Pierwszego Patriarchy chan w Indiach Mahakaśjapy.
Druga liczba oznacza liczbę pokoleń od Pierwszego Patriarchy chan w Chinach Bodhidharmy.
- 28/1. Bodhidharma (zm. 543?)
  - 29/2. Dazu Huike (487–594)
    - 30/3. Jianzhi Sengcan (zm. 606)
      - 31/4. Dayi Daoxin (579–651)
        - 32/5. Daman Hongren (601–674)
          - 33/6. Zizhou Zhishen[10] (609–702)
            - 34/7. Zizhou Chuji (669–736)
              - 35/8. Jingzhong Wuxiang (684–762) koreański mistrz chan Kim Musang działający w Chinach. Szkoła jingzhong
                - 36/9. Baotang Wuzhu[11] (714–774) szkoła baotang
                  - 37/10. Longyou Fayuan (bd)
                  - 37/10. Changjingjin (bd; mniszka, córka)
                  - 37/10. Zhengbianzhi (bd; mniszka, matka)
                  - 37/10. Liaojianxing (bd; mniszka)